# Szkodra
Szkodra (ógörög Σκόδρα) vagy római nevén Scodra ókori város volt Illíriában, a Drilón (ma Drin) és a Barbana (Buna) összefolyásánál, a mai Albánia területén, Shkodra város központjától 4 kilométerre délnyugatra, a későbbi Rozafa vára alatti síkon. Az illírek által az i. e. 4. század közepén alapított város az i. e. 3–2. században az ardiaták irányította Illír Királyság egyik jelentős települése volt. Római fennhatóság alá kerülését követően illír városként maradt fenn i. sz. 7. századi elnéptelenedéséig.

## Fekvése
Az egykori városból napjainkra egyetlen építészeti emlék sem maradt fenn. Helyszíne a 130 méteresre magasodó, a Rozafa középkori várával koronázott Cigányok hegye (Mal i Magjypëve) délkeleti-déli előterében elterülő, a Drin és a Buna folyók alkotta háromszög alakú lapály. Az egykor 10 hektáron elterülő város tengerszint feletti magassága 2 méter volt.

## Története
A mai Shkodra tágabb környezete a bronzkortól folyamatosan lakott volt, jelentős régészeti lelőhelyek, települések és halomsírok találhatóak a közeli Gajtan, Shtoj és Shkrel határában. A magaslatot, amelyen ma a középkori vár romjai emelkednek, a kerámialeletek tanúsága szerint már a bronzkorban elfoglalta az ember.
A régészeti leletek alapján a várost az i. e. 4. század közepén alapították. A mellette magasodó hegyet a század második felében erődítették (akropolisz), de csupán katonai-védelmi céllal, azaz nem népesítették be. Bár a történeti hagyomány kételyek nélkül úgy tartja számon, hogy Szkodra i. e. 270-től az Illír Királyság utolsó székhelye volt, nem teljesen világos, hogy a város milyen szerepet töltött be az állam életében. Alapításának időszakában a labeát törzsbeli illírek koinonjának központi települése volt, míg a várostól délre fekvő kiterjedt síkság az enkhelék területéhez tartozott. A régészeti leletek tükrében a város gazdasági és társadalmi fejlődése az i. e. 3. század közepéig visszafogott volt, ebből a korszakból sem építészeti emlékek, sem feliratok nem kerültek elő. Annyi bizonyos, hogy a székhelyükül addig Lisszoszt használó ardiaták valamikor az i. e. 4. század vége és a 3. század közepe között északabbra húzódtak. Hogy politikai központjuk északra tolódását Kasszandrosz makedón király i. e. 314. évi, vagy I. Pürrhosz épeiroszi király i. e. 284. évi, esetleg II. Alexandrosz épeiroszi király i. e. 270. évi illíriai hódító hadjáratai idézték-e elő, nem tudni. Az ardiaták II. Pleuratosz illír király uralkodásával (kb. i. e. 260–250) valóban átvették az Illír Királyság irányítását, i. e. 250 körül pedig saját bronzpénzt verettek ΣΚΟΔΡΙΝΩΝ (Szkodrinón) felirattal és a hagyományos jelképükként szolgáló gálya ábrázolásával. Amikor V. Philipposz makedón király az i. e. 210-es évek második felében ideiglenesen kiterjesztette hatalmát Szkodrára, az – Polübiosz tanúsága szerint – már az ardiaták koinonjának központja volt. Ez a koinon magában foglalta a várostól délre fekvő síkságot (a mai Zadrimát), a Shkodrai-tó környékét, és a Drin völgyén keresztül egészen a dardánok földjéig terjedt. Hogy azonban a század folyamán a nagy ardiata uralkodók II. Pleuratosztól Teuta királynéig ívelő sora, vagy akár az i. e. 168-ban Róma által legyőzött utolsó illír király, a szintén ardiata Genthiosz valóban fővárosukul használták volna Szkodrát, arra sem írásos, sem régészeti bizonyíték nem ismert. Utóbbiak teljes hiánya a régészeknek azt a feltételezését erősíti, hogy szkodrai rezidenciájukat, ha volt ilyen, nem az ókori város és nem is az akropolisz területén, hanem valamely környező magaslaton alakították ki. Valószínű továbbá, hogy egyetlen politikai központ helyett hátországukat a Lisszosz–Szkodra–Meteon-háromszögben építették ki, amit alátámaszthat, hogy Genthiosz Lisszoszban és Szkodrában egyaránt veretett pénzt.
A harmadik római–illír háború során a z illír királyt, Genthioszt a rómaiak i. e. 168-ban Szkodránál legyőzték, majd családjának Meteonban tartózkodó további tagjait is foglyul ejtették. A város Scodra néven római fennhatóság alá került. Végérvényesen csak Claudius római császár uralkodása alatt (41–54) lett római gyarmattá. A római időkben a hegytető illír kori erődítésének köveiből védőfalat emeltek a város Drin felőli oldalán, elsősorban katonai, de árvízvédelmi okokból is. Ezen túlmenően azonban a nagyszabású építkezések elmaradtak, ami arra utalhat, hogy Scodra nem tartozott az illíriai partvidék jelentősebb települései közé. Az ásatások során előkerült feliratok között csak szórványosan találni latin nyelvűeket, azok is jobbára nyelvtani hibákkal és az i. sz. 2–3. századból származnak, ezzel szemben a különböző faragványokon leginkább illír öltözetű férfialakok és illír nevek (Genthiosz, Murkisz, Platura, Tatta stb.) maradtak fenn. Mindez arra utal, hogy Scodrát elkerülte az Illíria nagy részét érintő, gyors ütemű romanizálás, és lakosságának döntő többsége a római uralom évszázadaiban is illír maradt. A 3. század végének közigazgatási átalakításai során, 284-ben Scodra Lissusszal és Docleával együtt az újonnan kialakított Praevalitana provincia része, egyes források szerint székhelye lett. A szláv és egyéb népek betöréseinek ellenére a város az 5–6. században is fenn tudott maradni, immár Szkodrai (Σκόδραι) néven mint a Bizánci Birodalom püspöki székhelye. A 6. század közepén I. Iusztinianosz bizánci császár még megerősíttette a város falait, a szkodraiak azonban a 6. századtól elkezdték benépesíteni az addig lakatlan egykori akropoliszt, és a folyó menti lapályon elterülő egykori városuk a 7. századra elnéptelenedett.

## Régészeti leírása
Az eltelt évezredekben a Drin és a Buna folyók gyakori áradása és eróziós munkája az egykori Szkodra építészeti emlékeiből csak keveset kímélt meg. Bár a régészeti feltárások során be tudták azonosítani a város egykori falait, napjainkra a felszínen már semmi nem látható. A római időkben a Drin vonalában épített védőfal mellett az i. sz. 4. században egy további védművet emeltek a város Buna felőli oldalán, amely az akropoliszhegy nyugati oldalából kiindulva a Buna partján futott végig, majd kanyarodott délnek, egészen a Drin folyó partjáig. A falat teljes hosszában 30 méterenként egy-egy félkör alaprajzú védőtoronnyal tagolták. Emellett a város területén folyó ásatások során feltárták egy Neptunus-szentély, valamint egy i. sz. 2. századi mozaikpadlós római villa maradványait. Az egykori akropolisz helyén a 12. században vár épült (Rozafa vára), akkor és az elkövetkező évszázadok átépítései során a korábbi illír erődítés falainak nagy része megsemmisült. Az egyetlen máig fennmaradt illír falmaradvány a keleti kaputorony udvarát nyugatról övező fal lábazatában látható.